# El Hito
El Hito – gmina w Hiszpanii, w prowincji Cuenca, w Kastylii-La Mancha, o powierzchni 41,22 km². W 2011 roku gmina liczyła 179 mieszkańców.